# Fekete erdeifogoly
A fekete erdeifogoly (Melanoperdix niger) a madarak osztályának tyúkalakúak (Galliformes) rendjébe és a fácánfélék (Phasianidae) családjába tartozó Melanoperdix nem egyetlen faja.

## Előfordulása
Indonézia és Malajzia területén honos. Bruneiben jelenléte bizonytalan.

## Alfajai
- Melanoperdix niger borneensis Rothschild, 1917 - Borneó
- Melanoperdix niger niger (Vigors, 1829)  - a Maláj-félsziget és Szumátra

## Megjelenése
Testhossza 24-28 centiméter. A hím tollazata fényes fekete, a tojóé gesztenyebarna, fehéres torokkal.